# ثائر احمد
ثائر احمد (انگلیسی: Thair Ahmed؛ زادهٔ ۱ ژوئیهٔ ۱۹۵۹) یک بازیکن فوتبال اهل عراق است.
از باشگاه‌هایی که در آن بازی کرده‌است می‌توان به اربیل اشاره کرد.